# Andrea Kalchbrenner
Andrea Kalchbrenner (* 19. August 1959 in Wiener Neustadt) ist eine österreichische Politikerin (SPÖ). Von 2001 bis September 2019 war sie Bezirksvorsteherin des 14. Wiener Gemeindebezirks Penzing.

## Ausbildung und Beruf
Kalchbrenner absolvierte ab 1974 eine Lehre als Einzelhandelskauffrau und arbeitete als kaufmännische Angestellte beim Juwelier Beier & Sohn in Wiener Neustadt. 1977 legte Kalchbrenner die Lehrabschlussprüfung zur Einzelhandelskauffrau ab und war in der Folge zwischen 1977 und 1986 als Sekretariatsmitarbeiterin für die Österreichischen Kinderfreunde tätig, wobei sie in den Bereichen Rote Falken und Bundesjugendring eingesetzt war. Danach arbeitete sie von 1987 bis 1988 als Angestellte im Verein für Geschichte der Arbeiterbewegung und war von 1988 bis 1990 Sekretariatsmitarbeiterin und Buchhalterin der Sozialistischen Jugend Österreich. 1990 wechselte sie als Sekretariatsmitarbeiterin zum Umweltbüro der SPÖ und übernahm in der Folge von 1994 bis 1998 die Geschäftsführung, Bilanzbuchhaltung und das Sekretariat der Österreichischen Kinderfreunde im Bezirk Rudolfsheim-Fünfhaus. Zwischen 1998 und 2000 war sie dann Projektmitarbeiterin und Trainerin für Buchhaltung im Verein zur Förderung von soziokultureller Stadtteilarbeit ZEIT!RAUM sowie von 1998 bis 2001 handelsrechtliche und gewerberechtliche Geschäftsführerin der Firma Sonnenland Beteiligungsverwaltung GmbH.

## Politik
Neben ihrer beruflichen Tätigkeit in der Politik war Kalchbrenner zwischen 1978 und 1988 Sektionsmitarbeiterin in der SPÖ Leopoldstadt und wechselte 1988 als Sektionsmitarbeiterin nach Hadersdorf-Weidlingau. Sie wurde 1998 zur Bezirksrätin in Penzing gewählt und übernahm am 2. Mai 2001 das Amt der Bezirksvorsteherin von Penzing. Am 12. September 2019 folgte ihr Michaela Schüchner als Bezirksvorsteherin nach.

## Auszeichnungen
Am 14. November 2012 wurde sie mit dem Goldenen Ehrenzeichen für Verdienste um das Land Wien ausgezeichnet.